# Kenoaplousina
Kenoaplousina is een mosdiertjesgeslacht uit de familie van de Ellisinidae en de orde Cheilostomatida. De wetenschappelijke naam ervan is in 2013 voor het eerst geldig gepubliceerd door J. López Gappa en M.G. Liuzzi.

## Soorten
- Kenoaplousina canariensis (López-Fé, 2006)
- Kenoaplousina fissurata López Gappa & Liuzzi, 2013
- Kenoaplousina grandipora (Moyano, 1991)